# Bestune E01

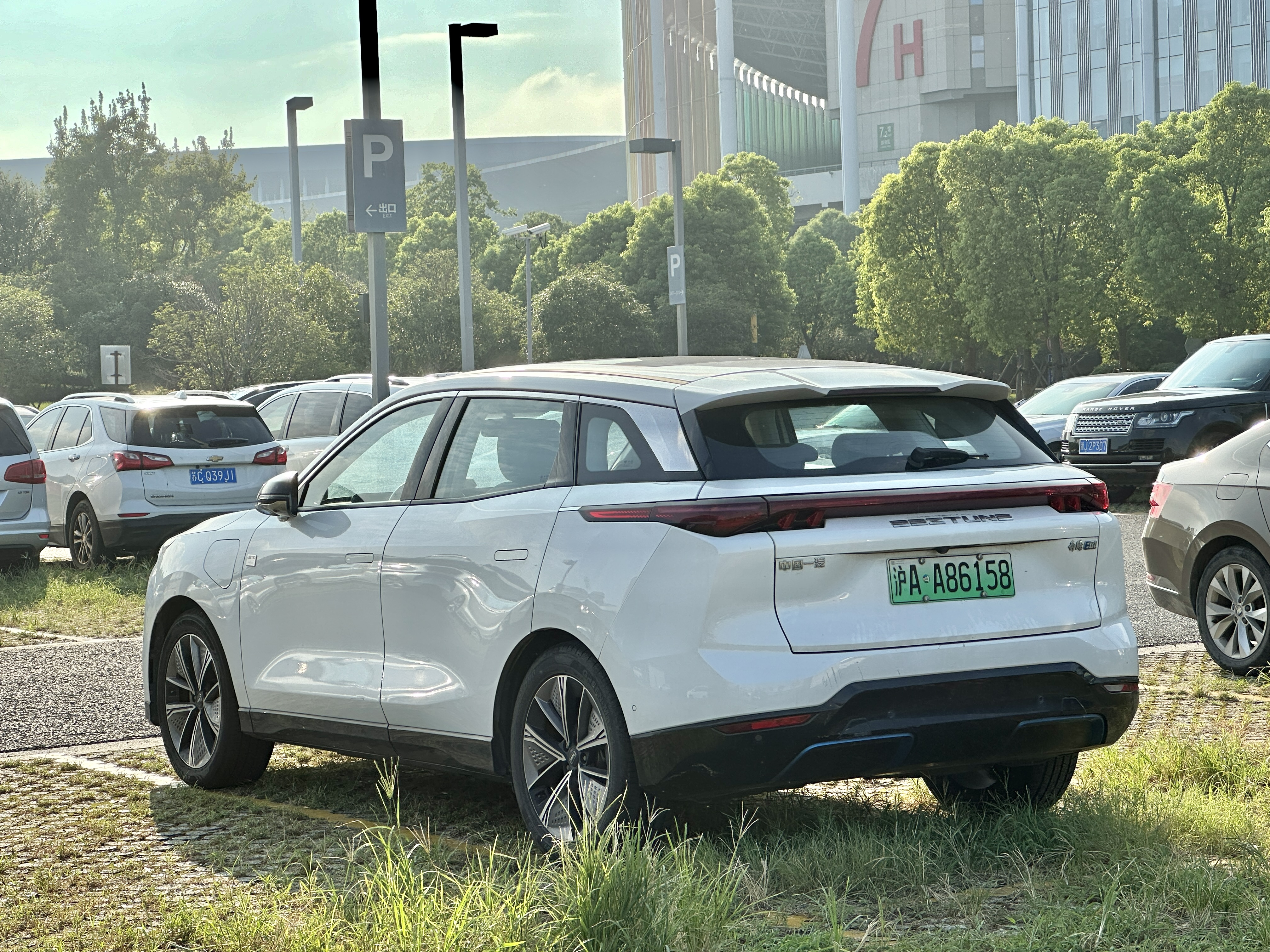
Heckansicht

Der Bestune E01 ist ein batterieelektrisch angetriebenes Sport Utility Vehicle der zum chinesischen Kraftfahrzeughersteller China FAW Group gehörenden Marke Bestune.

## Geschichte
Vorgestellt wurde das fünfsitzige SUV im August 2020. Einen Monat später kam es in China während der Beijing Auto Show in den Handel.

## Infotainment
Wie schon im Bestune T77 wird auch der E01 mit einem holografischen Assistenten angeboten, der den Fahrer bei wesentlichen Funktionen des Fahrzeugs unterstützen soll und mittels Sprachsteuerung angesprochen wird.

## Technische Daten
Angetrieben wird das Fahrzeug von einem 140 kW (190 PS) starken Elektromotor. Die Energie liefert ein Lithium-Ionen-Akkumulator mit einem Energieinhalt von 61,34 kWh. Nach NEFZ beträgt die Reichweite 450 km. Die Höchstgeschwindigkeit wird mit 170 km/h angegeben.
|                            | E01                                  |
| -------------------------- | ------------------------------------ |
| Bauzeitraum                | 09/2020–02/2024                      |
| Motorkenndaten             |                                      |
| Motorart                   | Elektromotor                         |
| max. Leistung bei min−1    | 140 kW (190 PS)                      |
| max. Drehmoment bei min−1  | 320 Nm                               |
| Kraftübertragung           |                                      |
| Antrieb                    | Vorderradantrieb                     |
| Getriebe                   | Festes Übersetzungsverhältnis        |
| Messwerte                  |                                      |
| Höchstgeschwindigkeit      | 170 km/h                             |
| Beschleunigung, 0–100 km/h | 9,0 s                                |
| Leergewicht                | 1810 kg                              |
| Batterie                   | Lithium-Ionen-Akkumulator: 61,34 kWh |
| Reichweite nach NEFZ       | 450 km                               |